# Ivailo Gabrovski
Ivaïlo Gabrovski é um  ciclista búlgaro nascido a 31 de janeiro de 1978 em Sófia.

## Biografia
Formado na França, Ivaïlo Gabrovski é múltiplo campeão da Bulgária. É o "recordman" de vitórias da Volta à Bulgária ao vencer em cinco ocasiões. Em 2012 deu positivo na Volta à Turquia que ganhou pelo que foi suspenso com 2 anos e despojado da vitória da Volta à Turquia.

## Palmarés
| 2001 - Campeonato da Bulgária Contrarrelógio - Tour de l'Ain - 1 etapa do Tour de Poitou-Charentes 2002 - Campeonato da Bulgária em Estrada 2003 - Campeonato de Bulgária Contrarrelógio - Volta à Bulgária, mais 3 etapas - 2º no Campeonato da Bulgária de Rota 2004 - Campeonato da Bulgária Contrarrelógio - 2 etapas do Volta à Bulgária 2005 - Campeonato da Bulgária de Estrada - Campeonato da Bulgária Contrarrelógio - Tour da Roménia 2006 - Campeonato da Bulgária de Estrada - Campeonato da Bulgária Contrarrelógio - Volta à Bulgária, mais 3 etapas - Volta à Sérvia, mais 2 etapas | 2007 - Campeonato da Bulgária de Estrada - Campeonato da Bulgária Contrarrelógio - Volta à Turquia, mais 2 etapas - 1 etapa do Volta à Bulgária 2008 (como amador) - Campeonato da Bulgária Contrarrelógio - 1 etapa do The Paths of King Nikola - 1 etapa da Volta à Sérvia - Volta à Bulgária 2009 - Campeonato de Bulgária em Estrada - Grande Prêmio de Sharm o-Sheikh - Volta à Bulgária, mais 2 etapas - Kroz Vojvodina II - 3º no Campeonato da Bulgária Contrarrelógio 2011 - Volta à Bulgária, mais 1 etapa |